# Роговский, Александр Антонович
Александр Антонович Роговский (29 июля 1877 — 1957) — полковник Российской императорской армии и генерал-майор Красной армии; участник Первой мировой войны. Кавалер четырёх орденов.

## Биография
Родился 29 июля 1877 года. По вероисповеданию — православный. Окончил Ярославскую военную школу.
В императорской армии с 25 августа 1895 года. Окончил  Тверское кавалерийское юнкерское училище по 1-му разряду. Сумском 3-м драгунском полку. 1 сентября 1897 года получил чин корнета. 1 сентября 1901 года получил чин поручика. 1 сентября 1905 года получил чин штабс-ротмистра. Окончил Офицерскую кавалерийскую школу, с пометкой «успешно». По состоянию на 1 января 1909 года служил в Санкт-Петербургском 1-м уланском полку. 1 сентября 1909 года получил чин ротмистра. Был исполняющим должность старшего адъютанта Управления по ремонтированию армии. 1 сентября 1913 года получил чин подполковника и был утвержден в должности старшего адъютанта Управления по ремонтированию армии. До 4 февраля 1916 года был старшим адъютантом отдела дежурного генерала штаба 12-й армии. С 4 февраля 1916 года по 19 мая 1916 года был исполняющим должность помощника генерала штаба 12-й армии. По состоянию на 2 апреля 1917 года был исполняющим должность старшего адъютанта Управления по ремонтированию армии. 2 апреля 1917 года получил чин «полковника», с формулировкой «за отлично-ревностную службу и особые труды, вызванные обстоятельствами текущей войны».
Перешёл на службу в Красную армию. Был преподавателем тактики в Военно-медицинской академии. 4 июня 1940 года получил звание генерал-майора Красной армии. Скончался в 1957 году в Ленинграде.
Семья:
жена - Роговская Мария Алексеевна, умерла в 1960г.
сын - Роговский Антон Александрович (15.05.1929г. - 1994г.)
внучка - Боброва (Роговская) Татьяна Антоновна, род.02.12.1962г.
правнучка - Боброва Алла Олеговна, род.08.01.1990г.

## Награды
- Орден Святой Анны 2 степени (19 мая 1916)[1];
- Орден Святой Анны 3 степени (1909)[1];
- Орден Святого Станислава 2 степени (1912)[1];
- Орден Святого Станислава 3 степени (1906)[1];
- Высочайшее благоволение (13 мая 1916)[1].